# أرتورو سانتوس رييس
أرتورو سانتوس رييس (بالإسبانية: Arturo Santos Reyes)‏ (مواليد 28 ديسمبر 1985) هو ملاكم مكسيكي، مثّل بلاده في الألعاب الأولمبية الصيفية 2008.

## وصلات خارجية
أرتورو سانتوس رييس على موقع بوكس ريك (الإنجليزية) (registration required)
- أرتورو سانتوس رييس على موقع أوليمبيديا (الإنجليزية)